# 75/46 C.A. Mod. 1934
Il cannone 75/46 C.A. Mod 34 (C.A. sta per contro-aerei) fu un'arma italiana utilizzata come cannone antiaereo e come difesa anticarro anche nel Vallo Alpino.

## Storia

75/46 C.A. Mod. 1934 in configurazione di tiro

Primo pezzo contraerei interamente realizzato in Italia, fu prodotto dalla Ansaldo nel 1934 sulle specifiche e le esperienze della Scuola di Artiglieria Contraerei di Nettuno. Destinato alla protezione sia dei reparti in prima linea che delle infrastrutture delle retrovie, era caratterizzato da buona cadenza di tiro, traiettoria tesa e buona velocità alla bocca, tali da renderlo ideale anche per il tiro controcarro, per il quale venne realizzato un apposito proietto che giunse al fronte solo nel 1942. Oltre a questo ritardo pesava, in tale ruolo, l'assenza di una scudatura a difesa dei serventi e la sagoma particolarmente alta. Fu superato, sia come arma contraerea che controcarro, soltanto dal 90/53 Mod. 1939.
Il 75/46 ebbe il "battesimo del fuoco" durante la Guerra civile spagnola con il Corpo Truppe Volontarie, mentre durante la seconda guerra mondiale venne impiegato con successo su tutti i fronti, dall'Africa Orientale Italiana alla Libia italiana, dalla Grecia alla Russia dove armò nel 1941-1942 due Gruppi del CSIR e poi cinque altri dell'ARMIR nell'anno successivo. In Sicilia equipaggiava 8 batterie tra Regio Esercito e MACA. Al gennaio 1943 la dotazione "autocampale" del Regio Esercito risultava essere di 220 pezzi Mod. 34 e 6 Mod. 34M, mentre quella di pezzi "da posizione" della Milizia per la difesa antiaerea territoriale ammontava a 92 cannoni Mod. 40. Dopo l'8 settembre 1943 la produzione continuò per i tedeschi come 7,5 cm Flak 264/3(i), che lo utilizzarono anche in casamatta nelle opere di difesa costiera. Armò inoltre due batterie del IV Gruppo AR.CO. "Cavalli" e sei batterie del VI Gruppo AR.CO. "Paganuzzi" dell'artiglieria contraerea della Repubblica Sociale Italiana, mentre nel Regno del Sud fu impiegato dagli Alleati per la difesa contraerea. Nel dopoguerra equipaggiò i primi reparti contraerei del neocostituito Esercito Italiano.

## Tecnica

75/46 C.A. Mod. 1934 in configurazione di marcia sul suo avantreno

Graduazione automatica della spoletta prima di camerare il cartoccio proietto

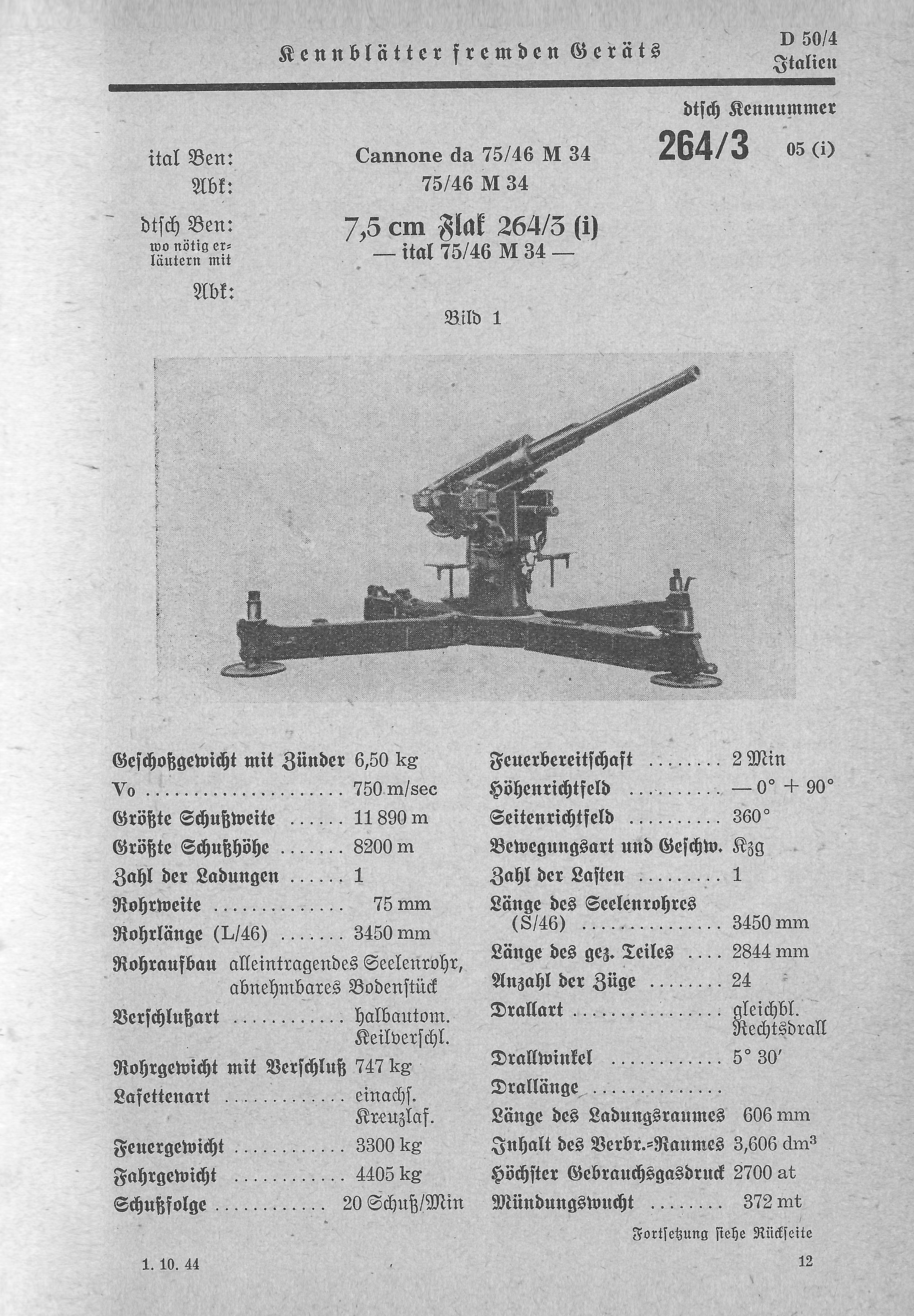
7,5 cm Flak 264/3 (i) ↔ Cannone da 75/46 M 34 ↔ Kennblätter fremden Geräts D 50/4

Nel primo modello, il Mod. 34, la canna è filettata ed innestata a freddo sulla culatta, permettendo una rapida sostituzione in caso di usura della rigatura della stessa. L'otturatore è a cuneo a scorrimento orizzontale, con chiusura automatica al momento dell'introduzione del cartoccio proietto, apertura automatica rapida ed estrazione ed espulsione del bossolo durante il ritorno in batteria. La canna è alloggiata nella culla a manicotto con due freni di sparo idraulici. La culla è incavalcata tramite orecchionerie su un affustino che brandeggia sul sotto-affusto a candeliere; quest'ultimo è solidale con una crociera a quattro code. In batteria quattro martinetti posti alle estremità delle code permettono il livellamento dell'affusto, mentre in configurazione di marcia le code si ripiegano, si monta il carrello a due ruote con semipneumatici e le code si agganciano ad un avantreno per il traino, effettuato da Pavesi P4 o SPA TM40. Fu il primo pezzo italiano a montare meccanismi di brandeggio elettrici e graduatore automatico delle spolette, asserviti al "tavolo previsore" delle centrali di tiro Mod. 1937 "Gala", Mod. 1940 "Gamma" e, dopo il 1941, telecomandati a distanza dalla moderna Centrale di tiro Mod. Borletti-Galileo-San Giorgio.
Il munizionamento era finalmente a cartoccio proietto, con carica unica e spoletta a percussione ultrasensibile e a tempo, che permettevano una maggiore efficacia rispetto al 75/27 C.K., al 75/27 A.V. ed al 76/40 Mod. 1916 R.M..
Il Mod. 34M ("M" sta per modificato) differisce dal Mod. 34 per l'eliminazione dell'avantreno per il traino; questi due pezzi trainati sono definiti "autocampali", mentre il Mod. 40 è definito "da posizione"; questo era destinato alle installazioni fisse, con la crociera eliminata e l'affusto a candeliere bullonato direttamente alle piastre d'acciaio inchiavardate nel calcestruzzo.
I progetti per l'installazione in casematte controcarro nel Vallo Alpino del Littorio e per l'installazione sul semicingolato Breda 61 non ebbero seguito, mentre questo cannone equipaggiò il più potente cacciacarri italiano della seconda guerra mondiale, l'Ansaldo M43 da 75/46.